# Somewhere Boy
Somewhere Boy é uma série de televisão britânica escrita por Pete Jackson e estrelada por Lewis Gribben. Começou a ser exibido no Channel 4 a partir de 16 de outubro de 2022. Em junho de 2023, o programa foi ao ar nos Estados Unidos no Hulu.

## Elenco
- Lewis Gribben como Danny
- Samuel Bottomley como Aaron
- Rory Keenan como Steve
- Lisa McGrillis como Sue
- Johann Myers como Paul
- Kieran Urquhart como Ash
- Austin Haynes como Danny jovem

## Recepção
A série recebeu críticas positivas. Rebecca Nicholson no The Guardian deu à série cinco de cinco estrelas. Anita Singh no The Telegraph também deu cinco de cinco estrelas, elogiando o desempenho de Gribben e chamando o programa de 'inesquecível'. Nick Hilton do The Independent deu ao primeiro episódio quatro de cinco estrelas.